# Pressione di funzionamento ammissibile
La pressione di funzionamento ammissibile in idraulica è la massima pressione idrostatica interna, al netto del valore del colpo d'ariete, che un componente idraulico (tubo, valvola, ecc.) è in grado di sopportare, in modo continuo, in esercizio - UNI EN 1074-1 - UNI EN 805.
Solitamente il termine è abbreviato con PFA (da Pression de Fonctionnement Admissible).
Il valore della PFA è fatto coincidere con quella della pressione nominale.